# Jacques Basnage

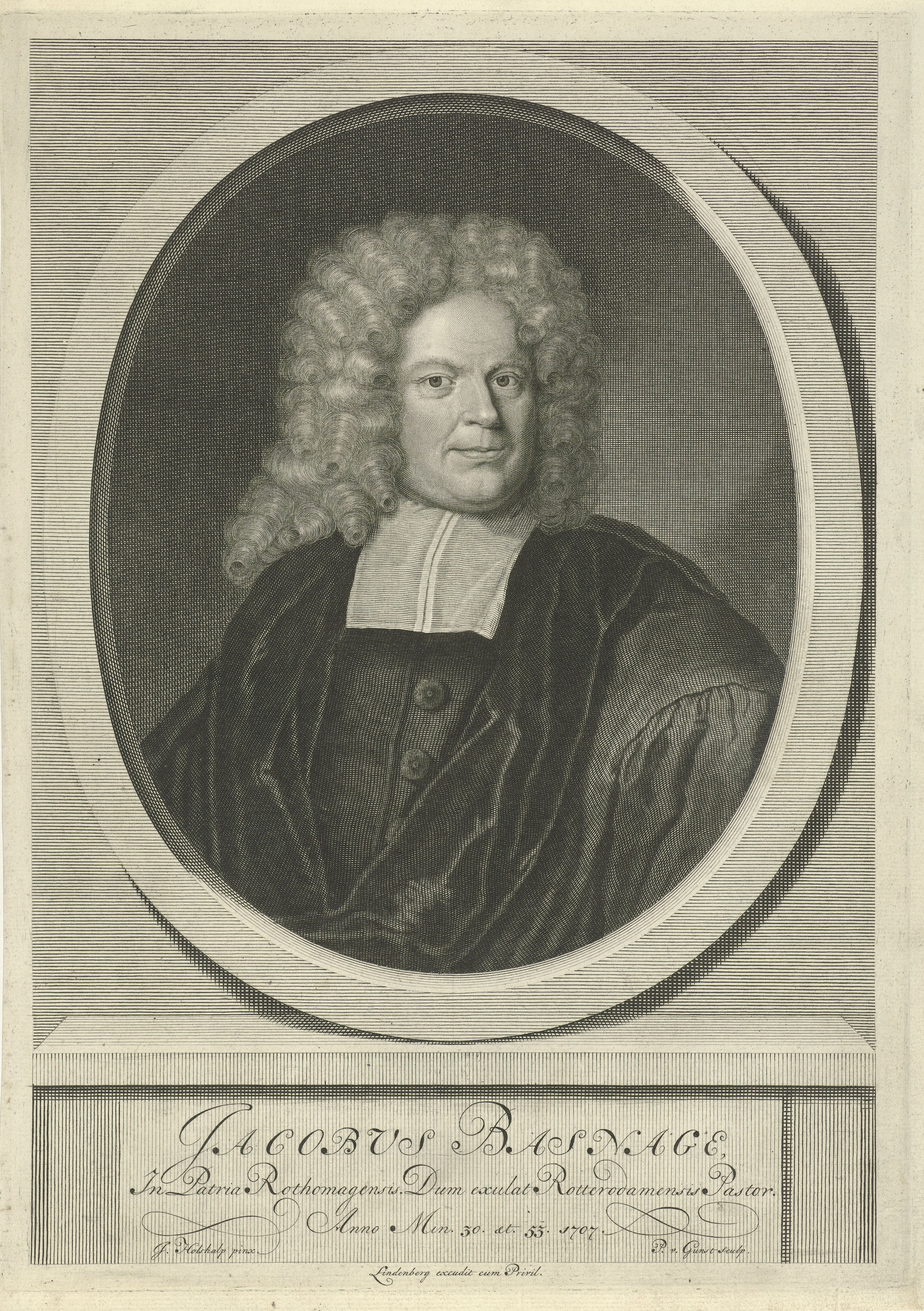
Jacques Basnage

Jacques (Jakob) Basnage de Beauval (Rouen, 8 augustus 1653 - 22 december 1723) was een Frans predikant, theoloog, geschiedkundige en diplomaat. Hij was een medewerker van Anthonie Heinsius, de raadpensionaris van Holland.

## Levensloop
Jacques Basnage was een zoon van de eminente jurist Henri Basnage de Franquesnay en onder zijn voorouders waren verschillende predikanten. Hij studeerde theologie aan de protestantse academies van Saumur, Genève en Sedan. In die laatste stad kreeg hij onder anderen les van Pierre Jurieu. In 1676 werd hij aangesteld als pastor in Rouen. Nadat het Edict van Fontainebleau (1685) de vrijheden van de protestanten had ingetrokken, vluchtte hij naar Holland. In 1691 werd hij aangesteld als pastor van de Waalse kerk in Rotterdam en in 1709 als pastor van de Franse kerk in Den Haag. Deze laatste benoeming kreeg hij op voorspraak van Heinsius.
Heinsius, de raadpensionaris van Holland, zond Basnage op verschillende diplomatieke missies. Hij stelde hem ook aan als historiograaf van Holland. Basnage had een goede verstandhouding met Guillaume Dubois, de Franse zaakgelastigde in Den Haag, en droeg zo bij tot de totstandkoming van de Triple Alliantie (1717).
Basnage was getrouwd met een dochter van Cyrus du Moulin, die de kleindochter was van de theoloog Petrus Molinaeus. Zo was hij een schoonbroer van Pierre Jurieu.

## Werk
In zijn Lettres pastorales sur le renouvellement de la persécution (1698) riep hij de protestanten in Frankrijk op tot geduld en lijdzame volharding. Met deze visie kwam hij in conflict met Pierre Jurieu. Die laatst verdedigde het recht om in opstand te komen tegen de vervolgingen, gesteund op het recht op zelfverdediging.
In zijn Traité des préjugés faux et légitimes, (Delft, 1701) gaf Jacques Basnage als theoloog repliek aan de Franse bisschop Jacques-Bénigne Bossuet.
Basnage schreef verschillende geschiedkundige werken:
- Histoire de l'Église depuis Jésus-Christ jusqu'à présent, Rotterdam, 1669
- Histoire de la religion des Églises réformées, Rotterdam, 1690
- Histoire des Juifs depuis Jésus-Christ jusqu'à présent, Rotterdam, 1705
- Annales des Provinces-Unies, Den Haag, 1719 en 1729

- Bibsys: 7020525
- Biblioteca Nacional de Chile: 000155268
- Bibliothèque nationale de France: cb13498835x (data)
- Biografisch Portaal: 04796580
- Catàleg d'autoritats de noms i títols de Catalunya: 981058528221806706
- Digitale Bibliotheek voor de Nederlandse Letteren: basn001
- Gemeinsame Normdatei: 120538253
- Historisch woordenboek van Zwitserland: 032403
- International Standard Name Identifier: 0000 0000 8343 8622
- Library of Congress Control Number: n85100184
- Nationale Bibliotheek van Tsjechië: mzk2009528119
- Nationale bibliotheek van Australië: 49513896
- Nationale Bibliotheek van Israël: 987007258356605171
- Nederlandse Thesaurus van Auteursnamen: 069488983
- Istituto Centrale per il Catalogo Unico: SBLV314200
- LIBRIS: 39067
- SNAC: w65f92j8
- Système universitaire de documentation: 035146141
- Trove: 1491352
- Virtual International Authority File: 56765783
- WorldCat: E39PBJdct8b9QdvKdBJF9xg9Xd